# Phyllorhiza
Phyllorhiza es un género de medusas de la familia Mastigiidae. 

## Especies
Las siguientes especies están reconocidas dentro del género Phyllorhiza:
- Phyllorhiza pacifica (Light, 1921)
- Phyllorhiza peronlesueuri Goy, 1990
- Phyllorhiza punctata Lendenfeld, 1884